# زیردریایی کلاس-جی (ایالات متحده آمریکا)
زیردریایی کلاس-جی (ایالات متحده آمریکا) (به انگلیسی: United States G-class submarine) یک کلاس از زیردریایی است که طول آن ۱۵۷–۱۶۱ فوت (۴۸–۴۹ متر) می‌باشد.